# 芳香草科
芳香草科（学名：Asteliaceae）又名聚星草科，为单子叶植物天门冬目的一科，共有4属39种，有乔木、灌木和草本植物，主要分布在南半球。

## 分类
在以前的分类法中，各属分别属于百合科、龙舌兰科等，1998年根据基因亲缘关系分类的APG 分类法将这些属单独分为一个科，隶属于天门冬目下面。